# LS Близнецов
LS Близнецов (лат. LS Geminorum) — одиночная переменная звезда в созвездии Близнецов на расстоянии (вычисленном из значения параллакса) приблизительно 7 438 световых лет (около 2 281 парсек) от Солнца. Видимая звёздная величина звезды — от +16m до +14,6m.

## Характеристики
LS Близнецов — красная пульсирующая полуправильная переменная звезда (SR:) спектрального класса M6. Эффективная температура — около 3301 К.